# Heinkel HeS 011
L'Heinkel HeS 011 (o Heinkel-Hirth 109-011) era un motore aeronautico turbogetto sviluppato durante la seconda guerra mondiale dall'azienda tedesca Heinkel-Hirth. Costruito in soli 19 esemplari, non fece in tempo a raggiungere la linea di produzione prima del termine della guerra.

## Storia
Nel 1936 Ernst Heinkel assunse un promettente laureato in fisica ed aerodinamica all'Università di Gottinga, di nome Hans von Ohain, che durante i suoi studi aveva brevettato il disegno di un motore turbogetto dotato di compressore in parte assiale ed in parte centrifugo. All'epoca la Heinkel era specializzata nella produzione di velivoli, ma non aveva esperienze costruttive nel campo dei motori aeronautici. Gli furono comunque assegnate le migliori risorse dell'azienda con le quali costruì il dimostratore statico alimentato ad idrogeno Heinkel-Strahltriebwerk 1 (HeS 1) (Heinkel-MotoreAGetto 1 in tedesco) che, nel marzo del 1937, produsse una spinta di 136 kg.
Nell'agosto del 1938, von Ohain assemblò l'HeS 2, il primo modello destinato al volo. Dotato di un inedito compressore assiale/centrifugo, aveva la camera di combustione divisa in 16 sezioni (separate da pareti radiali) contenenti ognuna un vaporizzatore di combustibile riscaldato da una fiamma ad idrogeno che veniva spenta una volta che il combustibile liquido vaporizzato aveva iniziato a bruciare. Questo prototipo, però, riuscì a generare solo 100 dei 500 kg di spinta previsti e fu ben presto modificato nel successivo HeS 3, con un diametro maggiore per poter far spazio al compressore centrifugo e combustore più grandi. Fu provato in volo nel maggio del 1939 montato sotto la fusoliera di un He 118. Capace di spinte comprese tra i 345 ed i 400 kg a seconda della velocità di volo, fu installato (nella versione HeS 3B) sull'He 178 che, il 27 agosto 1939, diventerà il primo aereo al mondo a volare spinto da un motore turbogetto.
Fu a quel punto che il Ministero dell'Aria del Reich (in tedesco Reichsluftfahrtministerium o RLM) iniziò ad interessarsi attivamente alla promozione dello sviluppo dei motori a reazione, coordinando i progetti che stavano allora nascendo.
Il passo successivo fu la progettazione dell'HeS 8 che avrebbe dovuto equipaggiare il nuovo aereo He 280 specificatamente progettato per questo tipo di motore. All'HeS 8 fu quindi assegnata da parte dell'RLM la denominazione di 109-001 con il prefisso "109-" a significare che era un motore a getto.
Nel frattempo la Junkers, che dal 1936 stava parallelamente studiando un motore con compressore a flusso assiale, fu obbligata nel 1940 (nell'ottica di un processo di ottimizzazione) dal RLM a cedere le sue risorse a compagnie che avevano già in cantiere progetti in avanzato stato di esecuzione.
Ernst Heinkel accettò di buon grado il gruppo degli ingegneri provenienti dalla Junkers capitanati da Adolph Müller, permettendogli di sviluppare in autonomia il loro modello (HeS 30, o 109-006 secondo la denominazione del RLM).
A partire dal 1941, la fusione della Heinkel con la Hirt (una società specializzata nella costruzione di motori aeronautici e turbocompressori) consentì l'espansione della divisione motori, abbandonando i progetti dei motori 109-001 e 109-006 (che erano indietro rispetto ai motori della stessa classe di spinta BMW 003 e lo Junkers Jumo 004) per dedicarsi ad un motore nuovo con una spinta superiore, l'HeS 011 o 109-011.

### Sviluppo
I primi prototipi furono resi disponibili a partire dal settembre 1943 e furono provati in volo montati sotto la fusoliera di un bombardiere Junkers Ju 88. Da quel momento in poi, praticamente tutti i nuovi velivoli a reazione vennero progettati basandosi sulle specifiche del nuovo propulsore. L'HeS 011, però, non entrò mai in produzione e, fino alla fine della guerra, furono costruiti in totale solo 19 prototipi. Uno di questi, al termine delle ostilità, fu requisito dagli Stati Uniti insieme al Messerschmitt P.1101 su cui era montato. Sulla base di quel velivolo sarà poi sviluppato il Bell X-5.

## Tecnica

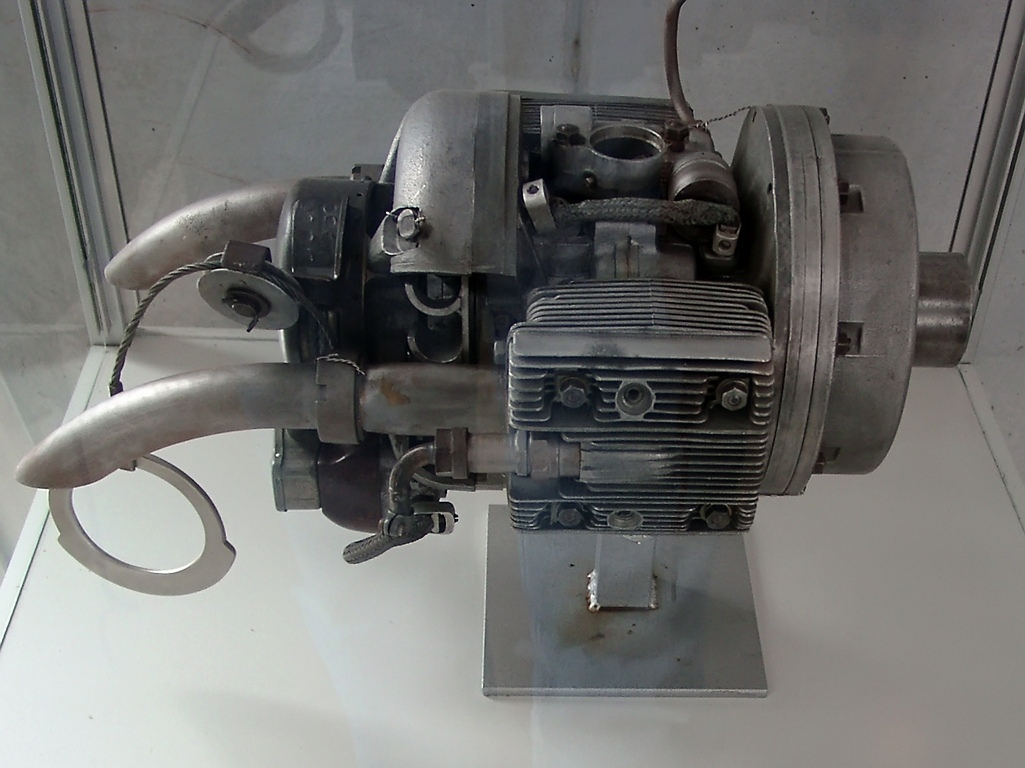
Il motore a due tempi che fungeva da motorino di avviamento per i turbogetto BMW 003 e Junkers Jumo 004.

Il motore era composto da un gruppo compressore di tipo misto a cinque stadi seguito da una camera di combustione anulare con 16 iniettori di combustibile seguita da due stadi di turbina le cui palette erano cave e raffreddate internamente. L'area dell'ugello di scarico poteva essere variata facendo scorrere assialmente una spina centrale regolandola, così, tra le due posizioni di minima e massima potenza.
L'avviamento era assicurato da un motore a due tempi montato nell'ogiva che veniva fatto partire a strappo da personale di terra o elettricamente (in volo).

### Compressore
Rispetto agli altri due motori a reazione tedeschi che raggiunsero la produzione, l'HeS 011 era dotato di un'inedita configurazione del gruppo compressore che univa le caratteristiche del compressore puramente assiale dell'HeS 30 (su cui aveva lavorato il team della Junkers) e il compressore di tipo misto assiale/centrifugo dell'HeS 8A di von Ohain. Era composto da una girante a flusso assiale in ingresso seguita da uno stadio di compressore "diagonale" (le cui componenti della velocità in uscita erano un misto tra radiali ed assiali) seguita da tre stadi di compressore a flusso assiale.
Era stata studiata anche una versione turboelica (la HeS 23), ma il già alto carico di lavoro spinse la Heinkel a passare il progetto alla Daimler-Benz.

## Velivoli utilizzatori
Germania
- Messerschmitt P.1101

## Motori comparabili
Germania
- Junkers Jumo 004
- BMW 003

 Regno Unito
- Metropolitan-Vickers F.2